# IP mòbil
 IP mòbil  (Mobile IP) és un protocol estàndard creat per la Internet Engineering Task Force (IETF) i dissenyat per permetre als usuaris de dispositius mòbils moure's d'una xarxa a una altra mantenint permanentment la seva adreça IP. El protocol IP Mòbil es descriu a la IETF RFC 3344.

## Introducció
IP Mòbil proporciona una manera eficient i escalable per nodes mòbils a Internet. Amb IP Mòbil, els nodes poden canviar els seus punts d'accés a Internet sense haver de canviar la seva adreça IP. Això permet mantenir el transport i les connexions d'alt nivell canviant de lloc físic. La mobilitat del node és realitzada sense la necessitat de propagar les rutes dels hosts a través de l'encaminament.

### Aplicacions
IP Mòbil es troba freqüentment en entorns wireless WLAN (xarxes sense fils) on els usuaris necessiten portar els seus dispositius a través de diverses xarxes (LAN) amb diferents adreces IP. Això també es pot usar en xarxes 3G per oferir transparència quan els usuari (e) s d'Internet migren entre les antenes mòbils.
En moltes aplicacions, com VPN i VoIP, per esmentar algunes, els canvis sobtats en la xarxa i en l'adreça IP poden causar problemes.

### Característiques
- No té limitacions geogràfiques, de manera que l'usuari pot connectar-se en qualsevol lloc.
- No té necessitat de connexió física.
- No ha de modificar encaminadors o terminals, ja que mantenen la seva IP.
- No afecta els protocols de transport ni als d'alt nivell.
- Suporta seguretat per garantir la protecció dels usuaris.
- El canvi de xarxa ha de ser lent (si ens movem en un cotxe no es podria aprofitar les característiques d'IP mòbil)

## Com Funciona IP Mòbil
Un node mòbil pot tenir dues direccions, una permanent (home) i una adreça dinàmica (care-of address), és a dir, respectivament al node mòbil quan visita la xarxa. Hi ha dos tipus d'entitats en IP Mòbil:
- Un agent inicial (Home Agent, HA) que emmagatzema la informació sobre el node mòbil l'adreça permanent és la de la xarxa de l'agent.
- Un agent extern (Foreign Agent, FA) emmagatzema informació sobre cada node mòbil visitat a la seva xarxa. Els agents externs també tenen cura de la direcció que està sent utilitzada pel mòbil IP.

Si el node mòbil es troba en la seva xarxa local actua com a node fix i els paquets seguiran les regles convencionals. En el cas que es trobi en una xarxa forana, un node que vol comunicar-se amb el node mòbil fa servir la direcció inicial (home) del node mòbil per enviar-li paquets. Aquests paquets són interceptats per l'agent inicial (home), que utilitza una taula i túnels. Els paquets per al node mòbil porten una nova capçalera IP amb l'adreça  care-of address  que encapsula la capçalera original amb l'adreça original. Els paquets són desencapsulados a l'extrem final del túnel per eliminar la capçalera IP afegida i així lliurar-lo al node mòbil.
Quan actua com a emissor, el node mòbil simplement envia directament els paquets al node receptor a través de l'agent extern. En cas necessari, l'agent extern podria emprar  reverse tunneling  pel túnel del node mòbil fins a l'agent inicial (home), el qual els reenviarà al node receptor.
El protocol IP Mòbil defineix el següent:
- Un procediment de registre d'autenticació pel qual el node informa al seu agent (home) del seu Care of Address;
- Una extensió ICMP Router Discovery, el qual permet que els nodes mòbils descobreixin agents casolans anticipats i agents estrangers, i
- Les regles per a encaminar paquets cap ai des de nodes mòbils, incloent l'especificació d'un mecanisme obligatori de fer túnel i de diversos mecanismes opcionals per també, fer túnel.

### Futur
Millores en la tècnica d'IP Mòbil, com Mobile IPv6 i Hierarchical Mobile IPv6 (HMIPv6), estan sent desenvolupades per millorar les comunicacions mòbils en certes circumstàncies fent el procés més segur i més eficient.
També hi ha investigadors treballant a crear suport per a xarxes mòbils sense requerir cap infraestructura pre-desplegada segons els requisits de la MIPS. Un exemple és Interactive Protocol for Mobile Networking (IPMN) el qual promet suport a mobilitat en una xarxa comuna IP.

### Similitud amb NetBIOS
IP Mòbil és similar a NetBIOS en combinació amb els serveis de Microsoft Network Neighborhood però mentre que els dos protocols no prohibeixen una certa forma de descobriment allunyat, treballen en diversos nivells. NetBIOS treballa en la capa de sessió del model OSI i requereix utilitzar una forma vàlida de capa de xarxa. L'IP mòbil direcciona a la capa subjacent de xarxa.